# Bryan Brown
Bryan Neathway Brown (Sydney, 23 juni 1947) is een Australische film- en televisieacteur.
Brown is de zoon van Molly Brown, een schoonmaakster en pianiste, en John (Jack) Brown. Hij groeide op in een voorstad van Sydney, Bankstown in New South Wales. Hij begon als acteur bij het amateurtoneel.
In 1964 ging Brown naar Engeland en speelde daar kleine theaterrollen bij de Old Vic, en later keerde hij weer terug in Australië met rollen bij het Genesian Theatre (Sydney). Zijn eerste filmrol was in 1977 in The Love Letters From Teralba Road. Gedurende twee jaar speelde hij in andere Australische films. Ook is hij in Amerikaanse en Engelse producties te zien. Zijn Australische accent valt daarbij op.
Brown is sinds 1983 getrouwd met de actrice Rachel Ward. Rachel en Bryan hebben drie kinderen, Rosie, Matilda en Joe.

## Filmografie

### Films
- The Love Letters from Teralba Road (1977)
- Third Person Plural (1978)
- The Irishman (1978)
- Weekend of Shadows (1978)
- The Chant of Jimmie Blacksmith (1978)
- Newsfront (1978)
- Money Movers (1978)
- Cathy's Child (1979)
- The Odd Angry Shot (1979)
- Palm Beach (1980)
- Breaker Morant (1980)
- Stir (1980)
- Blood Money (1980)
- Winter of Our Dreams (1981)
- Far East (1982)
- Parker (1984)
- Give My Regards to Broad Street (1984)
- The Empty Beach (1985)
- Rebel (1985)
- F/X - Murder by Illusion (1986)
- Tai-Pan (1986)
- The Good Wife (1987)
- Cocktail (1988)
- Gorillas in the Mist: The Story of Dian Fossey (1988)
- Blood Oath (aka Prisoners of the Sun) (1990)
- Sweet Talker (aka Confidence) (1991)
- F/X 2: The Deadly Art of Illusion (1991)
- Blame It on the Bellboy (1992)
- Dead Heart (1996)
- Dear Claudia (1999)
- Two Hands (1999)
- Grizzly Falls (1999)
- Risk (2000)
- Mullet (2001)
- Styx (2001)
- Dirty Deeds (2002)
- Along Came Polly (2004)
- Dean Spanley (2008)
- Cactus (2008)
- Australia (2008)
- Beautiful Kate (2009)
- Gods of Egypt (2016)
- The Light Between Oceans (2016)
- Red Dog: True Blue (2016)
- Anyone but You (2023)

### Televisie
- Against the Wind (tv-series) (1978)
- A Town Like Alice (1981)
- The Thorn Birds (1983)
- Eureka Stockade (1984)
- Kim (1984)
- The Shiralee (1987)
- Dead in the Water (1991)
- Devlin (1992)
- Age of Treason (1993)
- The Last Hit (1993)
- The Wanderer (1994)
- Full Body Massage (1995)
- Twisted Tales (1996)
- 20,000 Leagues Under the Sea (1997)
- Dogboys (1998)
- On the Border (1998)
- Journey to the Center of the Earth (1999)
- On the Beach (2000)
- Footsteps (2003)
- Revenge of the Middle-Aged Woman (2004)
- Spring Break Shark Attack (2005)
- The Poseidon Adventure (2005)
- Two Twisted (2006)
- Joanne Lees: Murder in the Outback (2007)
- Darby and Joan (2022)